# Дялу-Віїлор (Горж)
Дялу-Віїлор (рум. Dealu Viilor) — село у повіті Горж в Румунії. Входить до складу комуни Кетунеле.
Село розташоване на відстані 256 км на захід від Бухареста, 35 км на південний захід від Тиргу-Жіу, 92 км на північний захід від Крайови.

## Населення
За даними перепису населення 2002 року у селі проживали 192 особи, з них 191 особа (99,5%) румунів. Рідною мовою 191 особа (99,5%) назвала румунську.